# Lisbeth Brun
Lisbeth Brun (* 1963) ist eine dänische Schriftstellerin.
Brun arbeitete als Klassenlehrerin an der Rudolf-Steiner-Schule in Steffisburg. Die im Mai 2010 erschienenen Kurzgeschichten (Plan B) führten zu einer Einladung an die Kopenhagener Buchmesse im November 2010. Alle dänischen Titel erschienen im Gyldendal Verlag in Kopenhagen. 2012 wurde sie für den dänischen DR Romanprisen nominiert. Vom Danish Art Council wurde sie mit einem mehrjährigen Arbeitslegat ausgezeichnet.